# Webware
Termo sugerido por diversos especialistas em Internet para nomear os aplicativos da Web 2.0, referindo-se à segunda geração de serviços e aplicativos da Internet, que permite maior interação com o usuário e semelhança com aplicações desktop. Aplicações comumentemente categorizadas como webwares são Blogs, Wikis e redes de relacionamento. Entre as tecnologias estão Web Services, RSS Feed e AJAX.
O termo webware foi criado tendo em vista que a Web 2.0 não se refere a mudanças estruturais na rede, mas sim uma abordagem nova do uso da programação. É também uma alternativa e uma resposta à Tim O'Reilly, criador do termo "Web 2.0" e que tem intenção de proibir seu uso em palestras e conferências.